# Колісниченко Євген Анатолійович
Євге́н Анато́лійович Колісниче́нко (1988—2014) — старший матрос Державної прикордонної служби України, учасник російсько-української війни.

## Життєпис
Народився 1988 року в смт Овідіополь (Одеська область). Закінчив Овідіпольське професійно-технічне аграрне училище, Білгород-Дністровський морський рибопромисловий технікум. Служив за контрактом в Одеському загоні морської охорони — на кораблі «Поділля».
Контролер комендантського відділення — відділ організації повсякденної діяльності штабу 1-го загону морської охорони Південного регіонального управління. У зоні бойових дій з червня 2014-го — у складі спеціального підрозділу для посилення захисту українсько-російського кордону. Загинув під час обстрілу колони, який вчинили бойовики, при виході з «Довжанського котла» (сектор Д) — на останніх метрах маршу осколок поцілив у голову. Тоді ж полягли капітан Лифар Сергій Іванович, старші прапорщики Діхтієвський Віктор Миколайович й Присяжнюк Ігор Васильович, сержант Кислицький Олег Володимирович, солдати Антипов Микола Павлович, Бойко Сергій Олександрович, Заєць Олександр Юрійович, Кумановський Віктор Анатолійович та Птіцин Віталій Ігорович.
Вдома лишилися батьки та дружина Ольга.
Похований в Овідіополі.

## Нагороди та вшанування
- 14 серпня 2014 року — за особисту мужність і героїзм, виявлені у захисті державного суверенітету та територіальної цілісності України, вірність військовій присязі під час російсько-української війни, відзначений — нагороджений орденом «За мужність» III ступеня (посмертно).
- на фасаді його рідної школи встановлено меморіальну дошку.
- товариші-прикордонники клопочуться про присвоєння одному з катерів його імені.
- портрет розміщено на меморіалі «Стіна пам'яті полеглих за Україну» в Києві: секція 2, ряд 7, місце 26.
- вшановується 7 серпня в Міністерстві оборони України на щоденному ранковому церемоніалі вшанування захисників України, які загинули цього дня в різні роки внаслідок російської збройної агресії на Сході України.
- в Овідіополі колишня вулиця Дзержинського перейменована на вулицю Євгена Колісниченка[1]
- 7 серпня 2020 року в Овідіополі відбулися презентація та церемонія офіційного погашення персональної поштової марки, присвяченої Євгенові Колісниченку